# Thiewinkel (natuurgebied)
Thiewinkel is een natuurgebied nabij het gelijknamige dorp Tiewinkel in de Belgische gemeente Lummen. Het maakt deel uit van de vijverregio De Wijers en de Laambeekvallei. Het gebied ligt ten westen en zuiden van het industrieterrein van Lummen en wordt door de A13/E313 in tweeën gesplitst. Het westelijk deel wordt door Limburgs Landschap vzw beheerd, dat er de waterplassen, vochtige bossen en het rijkgeschakeerde cultuurlandschap behoudt en ontwikkelt.
Het oostelijke deel, ook wel Groene Delle genaamd, wordt door bos gedomineerd.
Door het natuurgebied loopt een onbewegwijzerde wandelroute.